# 德黑蘭-索瑪爾高速公路

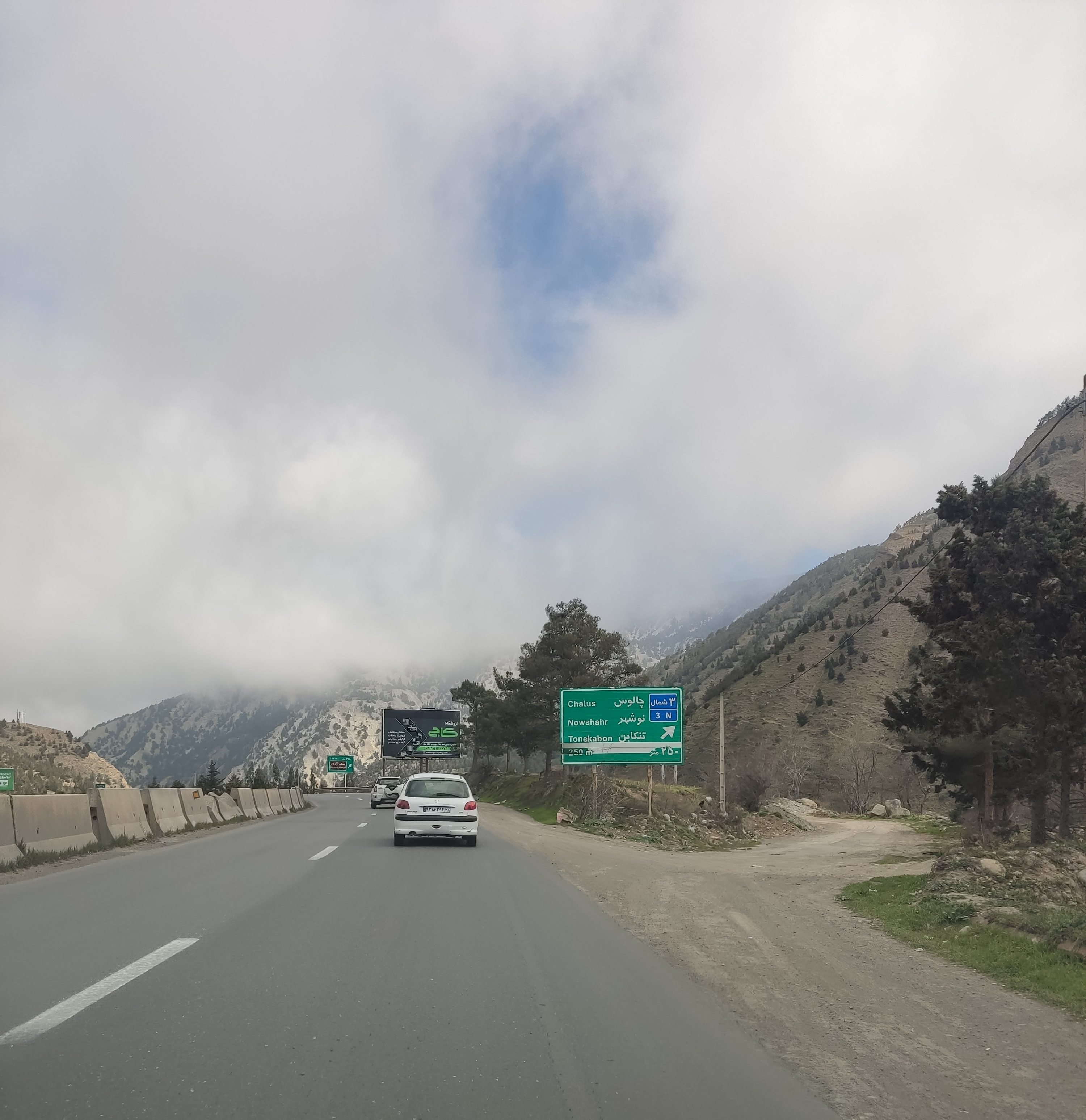
德黑蘭-索瑪爾高速公路

3號高速公路（波斯語：آزادراه 3），又稱德黑蘭-索瑪爾高速公路（波斯語：آزادراه تهران - شمال，意譯為德黑蘭北部高速公路），為伊朗北部的一條高速公路，可經由德黑兰通往馬贊德蘭省西部各城市。此公路分成四個標段，當前第一與第四標段已完工通車，第二標段正在施工，而第三標段因各種因素遲未有工程進展。此公路與59號公路並行，可連結卡拉季與恰盧斯。

## 第一標段
德黑兰西北部的阿薩登岡快速公路／赫馬特快速公路之系統交流道至厄尔布尔士省薩赫斯塔納克Doab之間的路段為第一標段，2020年2月12日試運行，同年2月25日正式通車。此路段總長32公里，其中隧道計有28座，長度28.4公里。塔倫隧道（تونل تالون）長4,870公尺，為此路段最長的隧道。

## 第二、三標段
厄尔布尔士省薩赫斯塔納克Doab至馬贊德蘭省凱拉爾達什特區贊古勒赫的波爾之間的路段為第二標段。此路段總長25公里，其中隧道計有20座，長度24.2公里。厄爾布爾士隧道（تونل البرز）長6,378公尺，為此路段最長的隧道。
贊古勒赫的波爾至馬贊巴德之間的路段為第三標段。此路段總長46公里，其中隧道計有92座，長度33.5公里。第二標段工程當前施工中，預計2021年完工通車，惟第三標段仍處於競選承包商與籌資之階段。

## 第四標段
馬贊德蘭省凱拉爾達什特區馬贊巴德至恰盧斯之間的路段為第四標段。此路段總長20公里，其中隧道計有4座，長度1.4公里。此路段已於2013年3月通車。此路段之年平均日車流量（AADT）約有16,500輛次。

## 外部連結
- Iran Road Maintenance & Transportation Organization （页面存档备份，存于）
- Road management center of Iran
- Ministry of Roads & Urban Development of Iran  （页面存档备份，存于）